# يوهان توبياس كريبز
يوهان توبياس كريبز (بالألمانية: Johann Tobias Krebs)‏ هو ملحن ألماني، ولد في 7 يوليو 1690 في Heichelheim ‏ في ألمانيا، وتوفي في 11 فبراير 1762 في بوتشتيت في ألمانيا.

## وصلات خارجية
- يوهان توبياس كريبز على موقع ميوزك برينز (الإنجليزية)
- يوهان توبياس كريبز على موقع ديسكوغز (الإنجليزية)